# Алгазы (Удмуртия)
Алгазы (удм. Итчипочинка) — деревня в Якшур-Бодьинском районе Удмуртской Республики Российской Федерации. Входит в состав Старозятцинского сельского поселения.

## География
Деревня находится в центральной части республики, в зоне хвойно-широколиственных лесов, в 1 км к югу от реки Порва, притока Лозы.

### Климат
Климат характеризуется как умеренно континентальный, с продолжительной холодной многоснежной зимой и относительно коротким тёплым летом. Среднегодовая многолетняя температура воздуха составляет 2,4 °С Средняя температура воздуха самого тёплого месяца (июля) — 18 °C (абсолютный максимум — 36,6 °C); самого холодного (января) — −15 °C (абсолютный минимум — −47,5 °C). Среднегодовое количество атмосферных осадков составляет 532 мм, из которых большая часть выпадает в тёплый период.

## Население
| 2010 | 2012 |
| ---- | ---- |
| 201  | ↗202 |

## Инфраструктура
Личное подсобное хозяйство.
Основа экономики — сельское хозяйство.

## Транспорт
Через Алгазы проходит Старозяцинский тракт, соединяющий Старые Зятцы и Якшур-Бодья.